# Larghetto
Larghetto is een van oorsprong Italiaanse muziekterm (het is een verkleinwoord van de Italiaanse muziekterm  Largo) die het tempo aangeeft waarmee gespeeld moet worden. Larghetto betekent beetje breed of weinig breed, wat voor bijvoorbeeld de strijkers wil zeggen dat zij breed, langzaam en gedragen moeten strijken, doch minder dan bij Largo het geval is.
Qua tempo ligt het tussen Largo en Andante. Larghetto behoort tot de langzame tempi. Het metronoomgetal komt neer op 60 tot 66, dus 60 tot 66 tellen per minuut.
De tegenhanger van larghetto is larghissimo, een tempo dat juist langzamer is dan largo.